# NeoOffice
NeoOffice, voorheen NeoOffice/J, was een kantoorsoftwarepakket voor macOS, gebaseerd op Apache OpenOffice en LibreOffice. Door het gebruik van Cocoa was het beter geïntegreerd in hetbesturingssysteem. Met de gratis NeoOffice Viewer was het niet mogelijk om documenten op te slaan. NeoOffice Classic Edition en NeoOffice Mac App Store bevatten deze mogelijkheid wel, maar hiervoor moest betaald worden.
NeoOffice was deels opensourcesoftware, daar Apache OpenOffice en LibreOffice dat ook waren. Het programma werd ontworpen door Patrick Luby en Edward H. Peterlin.
De ontwerpers hebben aan NeoOffice een mediabrowser toegevoegd, genaamd iMedia. Via iMedia was het mogelijk om videofilms, foto's, geluidsbestanden en koppelingen direct in een NeoOffice-document te slepen. OpenOffice.org had deze mogelijkheid niet.
In december 2023 werd de ontwikkeling van NeoOffice gestaakt.